# Machilus kingii
Machilus kingii är en lagerväxtart som beskrevs av Joseph Dalton Hooker. Machilus kingii ingår i släktet Machilus och familjen lagerväxter. Inga underarter finns listade i Catalogue of Life.